# 锡河畔克罗维尔
锡河畔克罗维尔（法語：Crosville-sur-Scie，法語發音：[kʁovil syʁ si]）是法国滨海塞纳省的一个市镇，属于迪耶普区。

## 地理
锡河畔克罗维尔（49°49'19"N, 1°5'28"E）面积3.51 平方千米，位于法国诺曼底大区滨海塞纳省，该省份为法国北部沿海省份，其西部及北部濒大西洋英吉利海峡，东起顺时针与索姆省、瓦兹省、厄尔省和卡爾瓦多斯省接壤。
与锡河畔克罗维尔接壤的市镇（或旧市镇、城区）包括：锡河畔安娜维尔、贝特勒维尔-圣旺、拉绍塞、兰托莱布瓦、马内乌维尔。

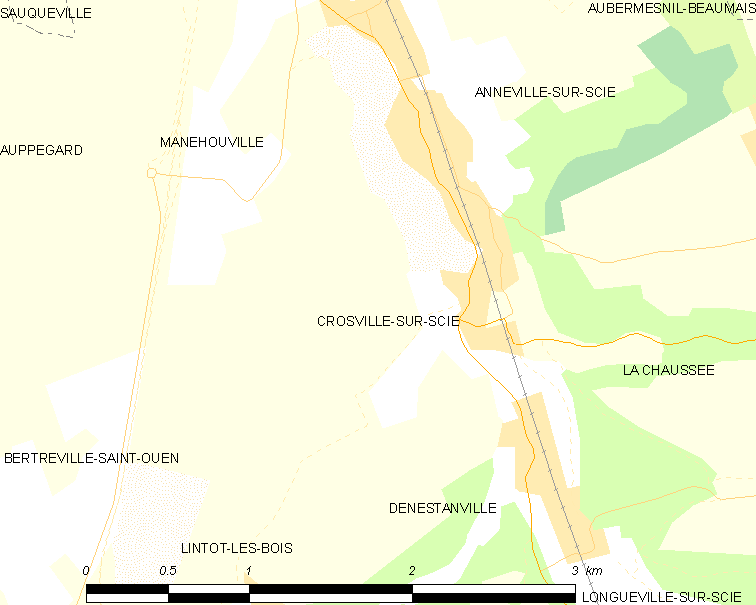
锡河畔克罗维尔的OSM定位图

锡河畔克罗维尔的时区为UTC+01:00、UTC+02:00（夏令时）。

## 行政
锡河畔克罗维尔的邮政编码为76590，INSEE市镇编码为76205。

## 政治
锡河畔克罗维尔所属的省级选区为吕讷赖县。

## 人口

1962-2008年间锡河畔克罗维尔人口变化图示

锡河畔克罗维尔于2022年1月1日时的人口数量为233人。